# Amir Kubura
Amir Kubura (Zvornik, RS de Bosnia, 4 de marzo de 1964) fue comandante militar bosníaco del Ejército de la República de Bosnia y Herzegovina y oficial (capitán) en el antiguo Ejército Popular Yugoslavo (JNA). Formó parte de la lista de acusados de hechos punibles por el Tribunal Penal Internacional para la antigua Yugoslavia (TPIY). Fue sentenciado a dos años de prisión por "daños a la propiedad pública o privada".

## Biografía
Amir Kubura nació en el poblado de Kakanj ubicado en la actual Bosnia y Herzegovina, que en ese entonces formaba parte de la República Federativa Socialista de Yugoslavia (RFS de Yugoslavia). Kubura inició su carrera militar como oficial en el Ejército Popular Yugoslavo (JNA), donde sirvió durante cinco años y alcanzó el rango de capitán. En 1992, durante el inicio de la guerra de Bosnia, abandonó el JNA para unirse al Ejército de la República de Bosnia y Herzegovina, en el cual desempeñó un papel destacado durante el conflicto.

### Participación en lasGuerras en Bosnia y Herzegovina
Durante la primera etapa de la guerra en Bosnia, Amir Kubura trabajó para el Jefe del Estado Mayor de la 7.ª Brigada de Montaña Musulmana, y del 3.er Cuerpo del Ejército de la República de Bosnia y Herzegovina entre el 1 de enero y al 20 de julio de 1993. Posteriormente fue nombrado comandante provisional de la 7.ª Brigada de Montaña Musulmana el 1 de abril de 1993, y su designación se oficializó el 6 de agosto de 1993. Durante este periodo, bajo su mando, se registró la llegada de un número significativo de muyahidines extranjeros provenientes de las naciones islámicas, quienes se unieron a las fuerzas bosnios musumanes en el conflicto.
Entre enero de 1993 y enero de 1994, en Bosnia central, el Ejército de Bosnia y las fuerzas de los Muyahidines lanzaron ataques intensos contra aldeas habitadas por civiles bosnio-croatas y fuerzas del Consejo de Defensa Croata (HVO). Estos combates se concentraron en las municipalidades de Kakanj, Travnik y en Zenica. También se reportaron ataques contra poblados habitados por Serbo-bosnios.  Producto de estas operaciones, aproximadamente 200 civiles croatas y serbios fueron asesinados, y varios cientos resultaron heridos. Además, propiedades croatas y serbias fueron saqueadas y destruidas, incluyendo casas, templos religiosos, y ganado e instituciones fueron dañadas o profanadas sin un aparente propósito militar.
En noviembre de 1993, unidades de la 7.ª Brigada de Montaña Musulmana de Kubura, bajo el mando del 3.er Cuerpo, participaron en una ofensiva en la parte croata del poblado de Vareš. Según el testimonio presentado durante el juicio de Kubura, los soldados supuestamente saquearon tiendas y propiedades civiles entre el 3 y 4 de noviembre de 1993. Ralf Weckesser, un observador de la Misión de Monitoreo de la Unión Europea, testificó en el juicio llevado a cabo por el TPIY el 8 de noviembre de 1993, que "las calles de Vareš estaban llenas de soldados y civiles cargando bienes saqueados". Kubura declaró que ordenó la retirada de sus tropas de Vareš el 5 de noviembre de 1993.

### Juicio y detención
Amir Kubura fue el primer acusado por el Tribunal Penal Internacional para la ex Yugoslavia (TPIY) el 13 de julio del 2001 y se entregó voluntariamente el 2 de agosto de 2001. Fue transferido al TPIY dos días después, el 4 de agosto de 2001.
El 9 de agosto del 2001, Kubura fue acusado sobre la base de su "responsabilidad como superior militar" según lo establecido en el artículo 7 en el párrafo 3 de los estatutos del TPIY por seis cargos de violaciones a las leyes y otros tratados vigentes, convenciones de guerra y sobre derecho internacional humanitario por el artículo 3 de los estatutos del TPIY, que incluyen cargos por "Asesinato, crueldad y malos tratos a los detenidos, destrucción sin sentido de poblados y de villas sin justificación de orden militar sin necesidad, y saqueo de la propiedad pública o privada". Kubura se declaró inocente de todos los cargos a los que se enfrentaba.
Posteriormente, fue liberado provisionalmente entre el 19 de diciembre de 2001 hasta el 27 de noviembre de 2003. El juicio comenzó  oficialmente el 2 de diciembre de 2003. La defensa, liderada por su abogado Rodney Dixon, argumentó que Kubura no tenía responsabilidad directa como comandante, ya que su designación oficial como comandante iniciaría el 6 de agosto de 1993, después de que la mayoría de los crímenes imputados ya se habían cometido. Dixon dijo que "no había mucho que decir del caso contra Amir Kubura", y que los argumentos de la fiscalía acerca del control y mando efectivo de Kubura en su unidad, la 7.ª Brigada de Montaña Musulmana y sobre los muyahidines extranjeros se "basaban en especulaciones".
Kubura fue liberado provisionalmente entre el 13 de marzo de 2004 hasta el 15 de marzo de 2004, para asistir al funeral de su madre.
El 15 de marzo de 2006, Kubura fue absuelto de la mayoría de los cargos en su contra. pero el tribunal determinó que tenía "responsabilidad criminal superior". Por "fallar en la toma de medidas necesarias y razonables para reprender a los miembros de sus fuerzas por el saqueo de las residencias acaecidos en las propiedades de las villas de Susanj, Ovnak, Brajkovici y Grahovčići en junio de 1993... [y] por fallar en la prevención o el debido castigo contra los miembros de sus fuerzas que saquearon propiedad privada y/o pública en la población de Vares en noviembre de 1993" Por ello, fue sentenciado a dos años y seis meses de prisión.
La defensa apeló la sentencia, mientras que la fiscalía solicitó aumentar la pena de dos a cinco años de detención. Sin embargo, la apelación de la fiscalía fue denegada por la cámara de apelaciones. A Kubura se le concedió la libertad de forma anticipada el 11 de abril de 2006, debido a que llevaba 828 días de detención previa al juicio. El 22 de abril de 2008, los jueces de la Cámara de Apelaciones hallaron que Amir Kubura tomó las medidas necesarias y razonables para prevenir ciertos incidentes de saqueo que fueran cometidos por los hombres bajo su mando en Vareš en noviembre de 1993, y anuló el fallo con los cargos motivantes para que lo apresaran. Su sentencia fue reducida de dos años y medio a dos años de detención por la Cámara de apelaciones; Sin embargo, Amir había ya cumplido con su sentencia en el momento del fallo.